# Orgeln der Basilika St. Lorenz (Kempten)

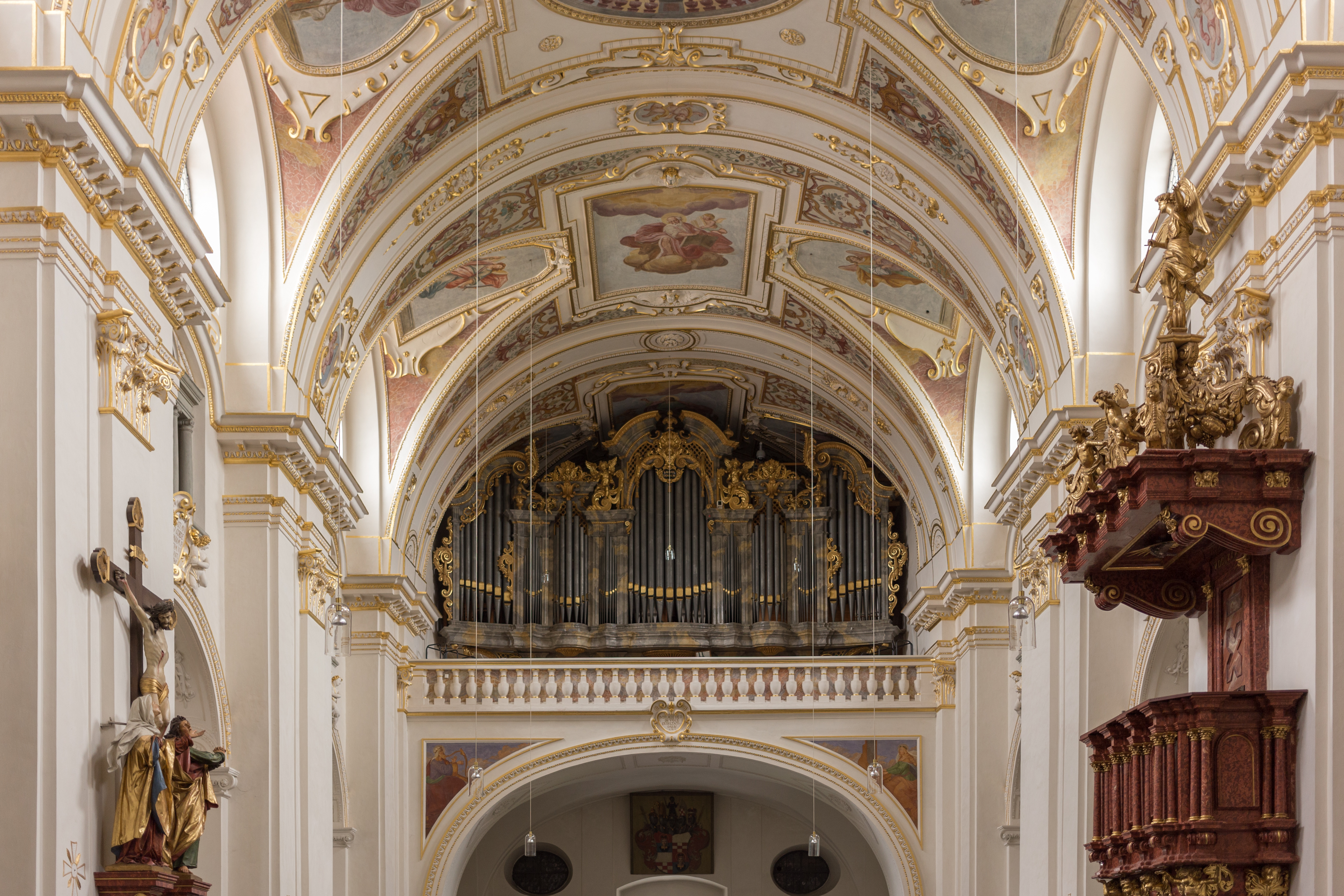
Hauptorgel auf der Westempore (Walcker-Zeilhuber-Lenter 1865/1940/2020)

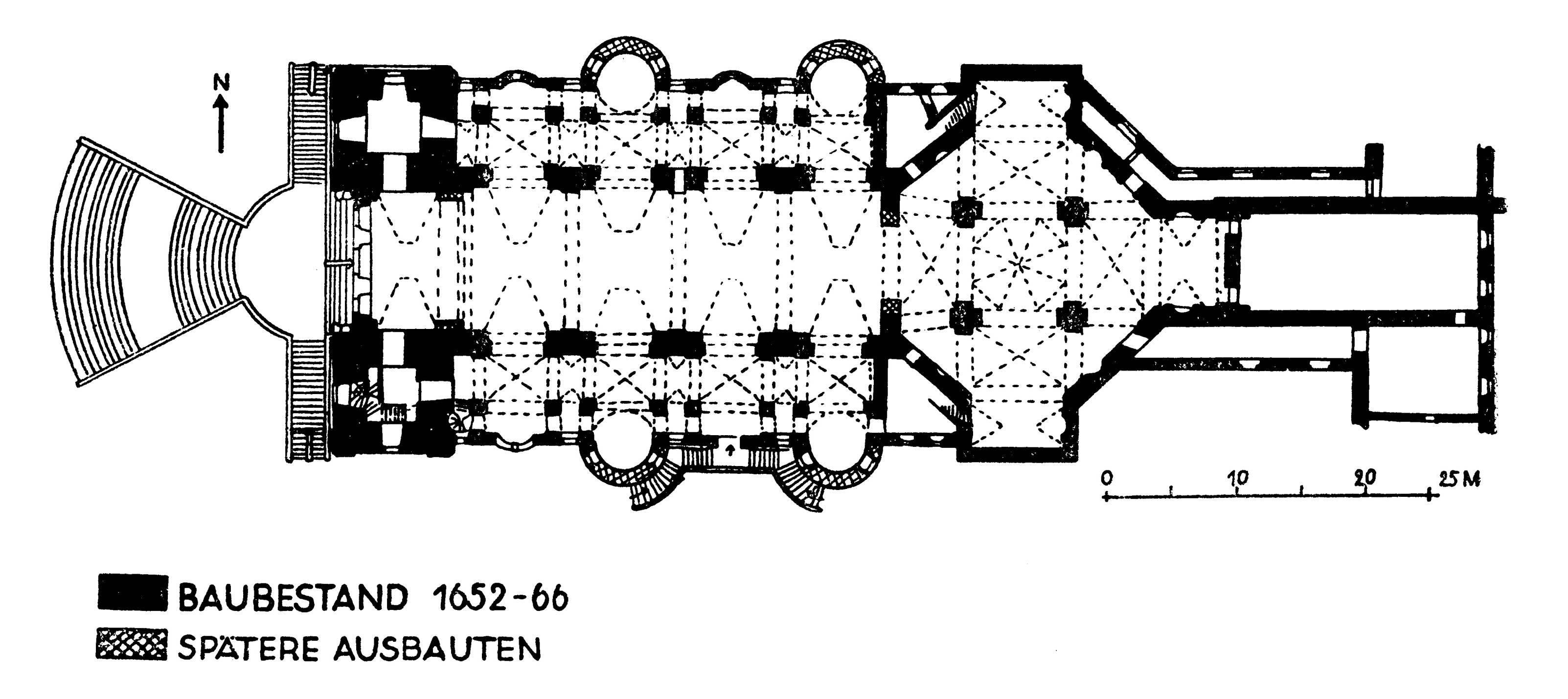
Grundriss von St. Lorenz; links das Langhaus mit der Westempore,
rechts das Oktogon, Standort von Marienorgel und Laurentiusorgel

Die katholische Stadtpfarrkirche und Basilika St. Lorenz, Pfarrei in Kempten im Bistum Augsburg, verfügt über vier Orgeln und ein transportables Positiv.
Die Hauptorgel auf der Westempore (III/P/64) geht auf ein Instrument von Eberhard Friedrich Walcker aus dem Jahr 1866 zurück, das 1938 bis 1940 von Josef Zeilhuber erweitert und von 2018 bis 2020 von der Firma Lenter umgebaut und neu intoniert wurde. Die 2021 eingeweihten Chororgeln befinden sich auf den Musikemporen im Oktogon hinter spiegelbildlichen Gehäusen aus den 1730er Jahren: Nördlich die klassizistische Marienorgel (Orgelbau Lenter, II/P/18), südlich die Laurentius-Orgel (Orgelbau Rowan West, I/P/13) mit hochbarockem Charakter. Die Krypta-Orgel, eine ehemalige Hausorgel, stammt aus der Werkstatt von Klaus Grüble (Kerpen). Zudem besitzt die Basilika eine Truhenorgel der Firma Plum (Marbach/Neckar).

## Baugeschichte

### Neubau der Chororgeln zwischen 1730 und 1740
Nach dem von 1651 bis 1670 dauernden Wiederaufbau von Kloster und Kirche durch die Architekten Michael Beer und Johann Serro († um 1670) wurden 1681 die ursprünglich nicht geplanten Musikemporen im Chorraum eingezogen. Sie wurden zwischen 1730 und 1740 von einem unbekannten Meister mit zwei Orgeln versehen, deren spiegelbildliche Gehäuse bis heute erhalten sind.
Evangelienseite – Nordorgel
| Manual C–c3 |       |
| Principal   | 8′    |
| Gedackt     | 8′    |
| Gamba       | 8′    |
| Octav       | 4′    |
| Flöte       | 4′    |
| Superoktav  | 2′    |
| Waldflöte   | 2′    |
| Quint       | 1 ⁄3′ |
| Mixtur      |       |
| Zimbel      |       |

| Pedal C–?  |     |
| Subbass    | 16′ |
| Octavbass  | 8′  |
| Violonbass | 8′  |
| Quintbass  | 6′  |

- Schleifladen, mechanische Spiel- und Registertraktur
- Stimmung im „Chorton“

Epistelorgel – Südorgel
| Manual C–c3 |       |
| Principal   | 8′    |
| Copel       | 8′    |
| Gamba       | 8′    |
| Quintatön   | 8′    |
| Octav       | 4′    |
| Flauto      | 4′    |
| Superoktav  | 2′    |
| Quint       | 1 ⁄3′ |
| Mixtur      |       |
| Zimbel      |       |

| Pedal C–? |     |
| Subbass   | 16′ |
| Octavbass | 8′  |

- Schleifladen, mechanische Spiel- und Registertraktur
- Stimmung in „Normaltonhöhe“

1855 stellte die Kirchenverwaltung einen Antrag auf Finanzierung eines Orgelneubaus an die Regierung von Schwaben und Neuburg. Das von der Pfarrei mit einem Kostenvoranschlag des Ludwigsburger Orgelbauers Eberhard Friedrich Walcker, einem Prospektentwurf und einen Finanzierungsplan für die Gesamtkosten von 9155 Gulden vorgelegte Gutachten ignorierten die Behörden. Sie ließen ihrerseits ein Gutachten von Chorregent Seitz aus St. Mang, Kempten, über den gegenwärtigen Zustand der Chororgeln erstellen. Seitz sah einen Neubau als unumgänglich: Die Evangelienorgel war schon länger unbrauchbar, an der Epistelorgel zu spielen war laut Seitz, statt in einer Kirche „in einem Eisenhammer“ zu sein. Wenn ein Neubau in Frage kommen sollte, dann wäre der sinnvollste Platz auf einer neu zu errichtenden Westempore. Bis zur Säkularisation hatten die Chororgeln vornehmlich die Aufgabe, die Gottesdienste der Chorherren zu begleiten. Für die Begleitung einer außerhalb des oktogonalen Kuppelraums singenden Gemeinde war ihr Klang im Hauptschiff zu wenig präsent. So genehmigte die Regierung 1864 den Orgelneubau für 9000 Gulden, steuerte 4000 Gulden staatliche Zuschüsse bei und übernahm die Kosten von 2400 Gulden für den Bau einer Westempore.
Der Entwurf des neuen Instruments wurde von den Münchner Professoren Carl Emil von Schafhäutl (Gutachter für die Regierung von Oberbayern von 1851 bis 1887) und Andreas Michael Wohlmuth abgesegnet, mit der spitzen Bemerkung, dass ein bayerischer Orgelbauer dieselbe Orgel hätte beträchtlich billiger bauen können. Zudem rügten sie, dass die Stimmung der Orgel auf Orchestertonhöhe liegen sollte.

### Neubau der Hauptorgel durch Walcker 1866
Die Empore war im Herbst 1865 vollendet, während eine Aufstellung der Orgel sich wegen Erkrankung Walckers bis Februar 1866 verzögerte. Zur selben Zeit baute die Firma Steinmeyer aus Oettingen in der evangelischen St. Mang-Kirche ebenfalls ein neues Instrument (II/28). Im Abnahmebericht vom 8. März 1866 bezeichneten die beiden Gutachter Johann Gualbert Wälder, Langerringen, und der Augsburger Domkapellmeister Karl Kempter den Neubau in St. Lorenz als „höchst gelungenes, durchaus gediegenes Meisterwerk“. Einziger Tadel: Die Empore sei zu hoch angesetzt, weswegen der Orgelklang zu indirekt in den Raum ströme.
| I Manual C–f3 |        |
| Principal     | 16′    |
| Principal     | 8′     |
| Gamba         | 8′     |
| Flöte         | 8′     |
| Gedeckt       | 8′     |
| Dolce         | 8′     |
| Quinte        | 5 1⁄3′ |
| Oktave        | 4′     |
| Rohrflöte     | 4′     |
| Gemshorn      | 4′     |
| Quinte        | 2 ⁄3′  |
| Oktav         | 2′     |
| Mixtur V      | 2 ⁄3′  |
| Scharf III    | 1 ⁄3′  |
| Trompete      | 8′     |

| II Manual C–f3 |       |
| Bourdun        | 16′   |
| Principal      | 8′    |
| Gedeckt        | 8′    |
| Salicional     | 8′    |
| Aeoline        | 8′    |
| Traversflöte   | 4′    |
| Kleingedeckt   | 4′    |
| Spitzflöte     | 4′    |
| Nasard         | 2 ⁄3′ |
| Flautino       | 2′    |
| Cornett V      |       |
| Fagott         | 8′    |

| Pedal C–d1  |         |
| Principal   | 16′     |
| Subbass     | 16′     |
| Violonbass  | 16′     |
| Quintbass   | 10 2⁄3′ |
| Oktavbass   | 8′      |
| Violoncello | 8′      |
| Flötenbass  | 4′      |
| Posaune     | 16′     |
| Fagottbass  | 8′      |

- Koppeln: II/I, I/P, II/P, III/P
- Spielhilfen: Feste Kombinationen: Piano, Mezzoforte, Tutti
- Kegelladen, mechanische Spiel- und Registertraktur

1888 reinigte der Kemptener Orgelbauer Josef Fritz die Orgel. Die Gebrüder Hindelang aus Ebenhofen besorgten 1897 eine größere Reparatur, versetzten 1904 das ganze Instrument an die Westwand und bauten ein elektrisches Gebläse ein. Dasselbe Unternehmen reinigte 1911 und reparierte 1916 erneut, wobei die Trompete 8′ im Hauptwerk ausgetauscht wurde. 1917 wurden die Prospektpfeifen zu Kriegszwecken abgeliefert und durch Hindelang ersetzt. Orgelbauer Zitzmann, Kempten, reinigte das Instrument 1925.

### Umbau und Erweiterung der Hauptorgel durch Zeilhuber 1938 bis 1940

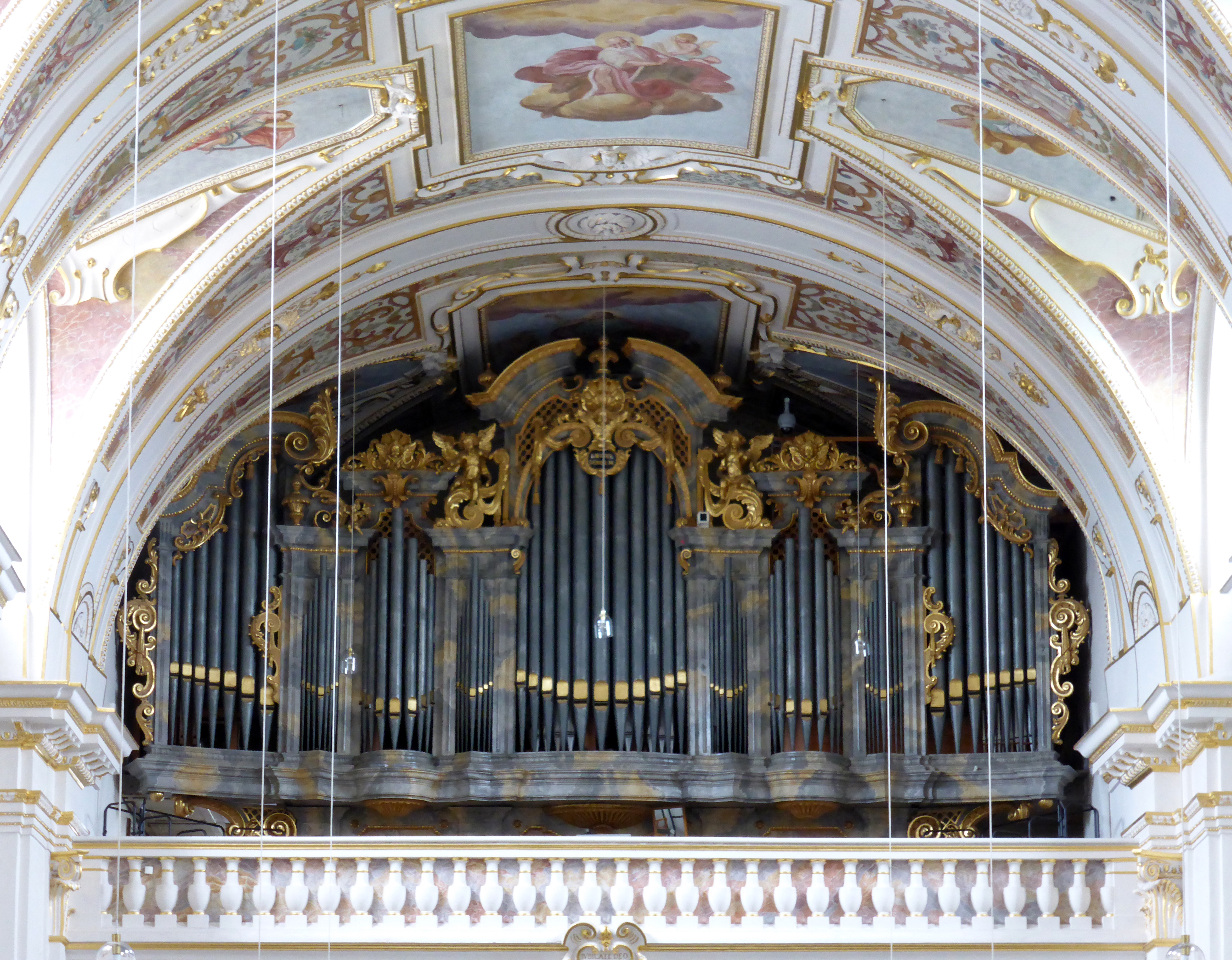
Prospekt der Hauptorgel (Aufnahme 2016)

Chordirektor Franz Xaver Lehrndorfer befand die Orgel bereits in den 1930er Jahren in schlechtem Zustand: „Während der Heizperiode waren oft von den 36 Registern nur mehr 5 halbwegs verwendbar. Im Frühjahr erholte sich zwar das Werk immer wieder, aber die ganze Mechanik hatte mit der Zeit doch so Schaden gelitten, daß sie nie mehr normal funktionierte.“ Der um ein Gutachten gebetene Augsburger Domkapellmeister Cassian Reiser sprach bei seiner Besichtigung von einer „Leichenschau“. Hinzu kamen zeitbedingte Wünsche nach einer Veränderung des Klangbilds, zu mehr „Klangdifferenzierung, wie sie das Ideal einer Barockorgel war und in unserer Zeit wieder von einem selbständigen Orgelwerk verlangt wird“. Die alte Orgel besitze „zu wenig Spielhilfen“ und konnte „den Ansprüchen moderner Orgelkompositionen nicht annähernd gerecht werden“.
In einem von Lehrndorfer angeregten Gutachten beschreibt Josef Zeilhuber die Walcker-Orgel als „vor Jahrzehnten gewiss ... ganz bedeutendes“ Orgelwerk, das „heute noch brauchbare Kegelwindladen und zum grössten Teil gut erhaltenes Pfeifenwerk aufweist“. Als Gründe für den Umbau führt er an, der Platz für Pfeifen und Windladen wäre „an und für sich sehr beschränkt“, und „die komplizierte Mechanik“ trage dazu bei, dass es unmöglich sei, an viele Teile der Orgel zu gelangen, weshalb auch die Stimmung sehr schwierig sei. Wie Lehrndorfer sah Zeilhuber vor allem die Heizung als Verursacher der gravierenden technischen Probleme und empfahl neben der Vergrößerung den Umbau auf Pneumatik, da diese nicht nur leichtere Spielart und alle neuzeitlichen Spielhilfen biete, sondern auch weitaus weniger klimaempfindlich sei.

Der spätere Anschluss einer Chororgel, auch als „Fernwerk“ bezeichnet, wurde ebenfalls vorbereitet. Hierfür waren im neuen Spieltisch der Hauptorgel „18 Drücker für Chororgel und Fernwerk“ vorgesehen, und im ausführlichen Werkverzeichnis des Zeilhuber-Archivs findet sich für das Jahr 1941 [sic] ein offenbar der Zeit vorauseilender Eintrag:
Neubau der zwei Chororgeln der St. Lorenz Kirche in Kempten/Allgäu. Die Chororgeln besitzen 2 Manuale und 1 Pedal mit 27 klingenden Registern. Elektrische Traktur mit zwei elektrischen Gebläsen. Die Verbindung von der Hauptorgel aus ist vorgesehen. Ebenso soll das Plenum der Hauptorgel von den Chororgeln aus gespielt werden können. Die Chororgeln werden in die zwei oben erwähnten [?] Gehäuse eingebaut. Das erste Manual und das Pedal kommen auf die Epistelseite und das zweite Manual als Schwellwerk auf die Evangelienseite zu stehen. Hier wird auch der bereits angelieferte Spieltisch aufgestellt.
| I Manual C–a3       |       |
| Principal           | 8′    |
| Gamba               | 8′    |
| Koppel              | 8′    |
| Quintatön           | 8′    |
| Flauto dolce        | 8′    |
| Oktave              | 4′    |
| Flöte               | 4′    |
| Superoktav          | 2′    |
| Cornett-Mixtur IV–V | 2 ⁄3′ |
| Cimbalo             | 1⁄2′  |

| II Manual C–a3          |       |
| Liebl. Gedeckt          | 16′   |
| Hohlflöte               | 8′    |
| Gemshorn                | 8′    |
| Dulciana                | 8′    |
| Principal               | 4′    |
| Rohrgedeckt             | 4′    |
| Rauschquinte            | 2 ⁄3′ |
| Nachthorn               | 2′    |
| Mixtur                  | 1′    |
| Vox humana (schwellbar) | 8′    |
| Tremulant               |       |

| Pedal C–f1       |     |
| Principal        | 16′ |
| Subbass          | 16′ |
| Zartbass         | 16′ |
| Oktav            | 8′  |
| Choralbass       | 4′  |
| Pedalmixtur IV–V | 2′  |

- Koppeln: II/I, III/I, III/II, I/P, II/P, III/P
- Spielhilfen: Freie Kombination, Registerschweller, Pedalpiano II. Man., Crescendo ab, Handregister an Crescendo, Vox humana ab, Tutti Chororgel, Tutti Hauptorgel
- Kegelladen, elektrische Spiel- und Registertraktur

Die Chororgel sollte ein auf Epistel- und Evangelienseite verteiltes Ensemble und in sich eine Kombination von Barockorgel und schwellbarem Fernwerk ergeben. Die Gehäuse sollten denkmalpflegerisch konserviert werden. Mit dem Ausbau der Chororgeln wäre zudem ein liturgisch-praktisches Problem beseitigt worden, das sich durch die besondere Architektur des Kirchenraums von St. Lorenz ergibt: Die Hauptorgel auf der Westempore vermag zwar den Langhausraum bis zur Chorschranke zu füllen, die Verengung zwischen Langhaus und Chor-Oktogon behindert jedoch eine Klangausbreitung erheblich. In der Zeit vor dem II. Vatikanischen Konzil wurden die Gottesdienste am Hochaltar zelebriert, der sich an der Ostwand des Chor-Oktogons befindet. Die mitfeiernde Gemeinde nahm dabei auch im Chorraum Platz und hörte dort die Westorgel nur sehr indirekt. Die wieder aktivierten Chororgeln hätten diesen akustischen Nachteil ausgleichen und im gemeinsamen Spiel mit der Hauptorgel die im Chorraum singende Gemeinde gut erreichen können. Das Projekt blieb kriegsbedingt unvollendet.
Die Hauptorgel wies nach dem Umbau folgende Gestalt auf:
| I Hauptwerk C–a3 |       |
| Principal        | 16′   |
| Prinzipal        | 8′    |
| Gedeckt          | 8′    |
| Gamba            | 8′    |
| Schweizerpfeife  | 8′    |
| Dolce            | 8′    |
| Oktave           | 4′    |
| Rohrflöte        | 4′    |
| Spitzflöte       | 4′    |
| Quinte           | 8′    |
| Oktave           | 2′    |
| Mixtur V         | 2 ⁄3′ |
| Scharf IV        | 1 ⁄3′ |
| Trompete         | 8′    |
| Clairon          | 4′    |

| II Nebenwerk C–a3 |        |
| Bordun            | 16′    |
| Principal         | 8′     |
| Gedeckt           | 8′     |
| Flöte             | 8′     |
| Unda maris        | 8′     |
| Salicional        | 8′     |
| Quintatön         | 8′     |
| Prinzipal         | 4′     |
| Traversflöte      | 4′     |
| Zartflöte         | 4′     |
| Nasard            | 2 ⁄3′  |
| Flautino          | 2′     |
| Terz              | 1 3⁄5′ |
| Mixtur IV         | 2′     |
| Cimbel IV         | 1′     |
| Rankett           | 16′    |
| Oboe              | 8′     |
| Regal             | 4′     |

| III Schwellwerk C–a3     |        |
| Oberoktav ausgebaut      |        |
| Nachthorn                | 16′    |
| Geigenprinzipal          | 8′     |
| Soloflöte                | 8′     |
| Fernflöte                | 8′     |
| Gemshorn                 | 8′     |
| Vox coelestis            | 8′     |
| Prinzipal                | 4′     |
| Bachflöte                | 4′     |
| Kleingedeckt             | 4′     |
| Quinte                   | 2 ⁄3′  |
| Flachflöte               | 2′     |
| Terz                     | 1 3⁄5′ |
| Septime                  | 1 ⁄7′  |
| Sifflöte                 | 1′     |
| Kornett III–V Gruppenzug | 4′     |
| Cimbel IV                | 2⁄3′   |
| Fagott                   | 16′    |
| Horn                     | 8′     |
| Clarine                  | 4′     |
| Rohrschalmey             | 4′     |

| Pedal C–f1      |         |
| Principal       | 16′     |
| Violonbass      | 16′     |
| Subbass         | 16′     |
| Zartbass        | 16′     |
| Quintbass       | 10 2⁄3′ |
| Oktavbass       | 8′      |
| Gedecktbass     | 8′      |
| Violoncellobass | 8′      |
| Flötenbass      | 4′      |
| Prinzipalbass   | 2′      |
| Pedalmixtur VI  | 5 1⁄3   |
| Posaunenbass    | 16′     |
| Trompetenbass   | 8′      |

- Koppeln: II/I, III/I, III/II, Oberoktav III/I, Unteroktav III/I, I/P, II/P, III/P
- Spielhilfen: Zwei freie Kombinationen als Tästchen über der Handregistratur, Registertasten mit Nummern versehen. Jedes Manual und Pedal eigens zum Einschalten mit Druckknöpfen, dazu Generalkombination I und II. Registerschweller als Walze mit Anzeiger, Schwelltritt für III. Manual, Schwelltritt für Schwellwerk Chororgel. Zungeneinzelabsteller. Druckknöpfe für: Crescendo ab, Tutti, Pedalpiano (für II. und III. Manual, kann im Spieltisch eingestellt werden), Handregister aus Crescendo. Tritte für Normalkoppeln, freie Kombinationen, Chororgel an, I. Man. ab
- Kegelladen, elektropneumatische Spiel- und elektrische Registertraktur

Die Vorlage für das neue Orgelgehäuse mit Rückpositiv-Attrappe lieferte Bildhauer Hans Miller aus München. Der Gehäusebau machte 6.300 RM aus, die Orgel kostete 34.520 RM, laut Gesamtkostenaufstellung vom 25. April 1939.
1993 wurde die Hauptorgel nach einer umfassenden Renovierung der Basilika von Siegfried Schmid saniert. Sie erhielt ein neues Gebläse, und die bis dahin noch pneumatische Verbindung von Unter- zu Oberladen wurden elektrifiziert. Der von Zeilhuber seitlich an der Wand platzierte Spieltisch wurde mit Blick zur Orgel in die Emporenmitte auf Schienen gestellt und verschiebbar. Der blinde Schwelltritt für das ursprünglich geplante Schwellwerk bzw. Fernwerk der Chororgel wurde entfernt. Im Zuge der Kirchenrenovierung war bereits der Prospekt des leeren Schein-Rückpositivs beseitigt worden. Er fand 2000 Verwendung für einen Neubau (I/11) der Firma Link in der Krankenhauskapelle St. Leonhard, Weißenhorn.
2002 wurde der Spieltisch der Hauptorgel mit einer Setzeranlage versehen.

### Neubau der Chororgeln durch Zeilhuber 1963
1957 stellte Arthur Piechler in einem Gutachten fest, dass die Chororgeln bis auf den größten Teil der Prospektpfeifen „fast restlos ausgeplündert“ seien. Als weitere Sachverständige für den Neubau wurden Franz Lehrndorfer jun. und Rudolf Quoika zu Rate gezogen, deren Vorschläge Walter Supper 1959 in einem „Hauptgutachten“ zu einem ausführlichen Konzept zusammenfasste.
Demnach sollten die beiden Chororgeln bei einem Neubau mechanische Schleifladen erhalten, was laut Supper „vom musikalischen und denkmalpflegerischen Standpunkt aus [...] diktiert wird“. Damals gab es in ganz Kempten keine Schleifladen-Orgel. Supper wies darauf hin, dass es „an der Zeit [wäre], wenn nun auch hier ein orgelkünstlerisch wertvoller Brennpunkt in Bezug auf Schleiflade und mechanische Traktur entstünde“.
Die Windladen der Chororgeln fand Supper „derart misshandelt und vom Wurmfraß befallen“ vor, „dass eine Wiederverwendung [...] keinesfalls verantwortet werden kann. Der Tonumfang würde übrigens auch nicht ausreichen. Ähnliches gilt für die noch in Teilen vorhandene mechanische Traktur. Weder alte Windladen noch alte Traktur stehen in einem rangigen Verhältnis zu den virtuosen Prospekten, so dass der Verdacht nahe liegt, es habe ein Nichtswürdiger (etwa um die Jahrhundertwende vom 18. zum 19. Jhdt.) das Orgelinnere derart verpfuscht, dass diese minderwertige Arbeit den Untergang der Chororgeln bewirkt hat. Die Registertraktur der Epistel-Orgel (Süd) ist sogar geradezu rührend kindlich angelegt worden“.
Die fehlenden oder unsachgemäß behandelten Prospektpfeifen mit „üble[n] Ergänzungen (teils sogar in Eisenblech!)“ sollten, genau dem Vorbild entsprechend, ersetzt, für den Neubau aber nur noch die Gehäuse verwendet werden.
„Die liturgischen Belange der St. Lorenzkirche fordern an einer Stelle (hier Evangelien-Orgel, Nord) ein zweimanualiges Werk, wogegen die andere Stelle (hier Epistel-Orgel, Süd) einmanualig sein kann.“ Zu dieser Zeit wurden noch Gottesdienste am der Evangelien-Orgel gegenüberliegenden Laurentius-Altar zelebriert, was einen Einsatz der Chororgel als Begleitinstrument notwendig machte. Die Chororgeln durften nach Supper keine klangliche Wiederholung der romantischen Hauptorgel darstellen. Die „klassische“ Nordorgel wollte Supper keinesfalls vom Spieltisch der Hauptorgel aus spielbar machen, damit sie möglichst rein mechanisch blieb. Um das Oktogon dennoch beim Spiel von der Westorgel aus besser zu beschallen, sollte die Epistelorgel als Klangunterstützung elektrisch mitgespielt werden können. Um alle Werke und Manuale sauber voneinander zu trennen, wünschte Supper einen „vielmanualigen Spieltisch. Er lässt sich aber nirgends unterbringen, auch gibt man die Gestehungskosten desselben besser dem klanglichen Leben der Orgel anstatt der puren Technik.“
Eine offenbar von der Pfarrei angedachte Vergrößerung der Westempore hielt Supper dann für sinnvoll, wenn diese nicht in der kompletten Breite geschehe, sondern nur das Mittelteil mit Rückpositiv um etwa einen Meter in Richtung Altar erweitert würde (nicht ausgeführt). Für den Ausbau des blinden Rückpositivs der Hauptorgel schlug Supper vor:
| \| Rückpositiv \| \| \| Kupfergedackt \| 8′ \| \| Praestant \| 4′ \| \| Koppelflöte \| 4′ \| \| Flachflöte \| 2′ \| \| Sifflöte \| 1 ⁄3′ \| \| Septimensesquialter \| 2 ⁄3′+1 3⁄5′+1 ⁄7′ \| \| Scharfzimbel IV–V \| 1′ \| \| Vox humana (nach Gabler-Mensur) \| \| \| Tremulant \| \| |                    |
| Rückpositiv |                    |
| Kupfergedackt | 8′                 |
| Praestant | 4′                 |
| Koppelflöte | 4′                 |
| Flachflöte | 2′                 |
| Sifflöte | 1 ⁄3′              |
| Septimensesquialter | 2 ⁄3′+1 3⁄5′+1 ⁄7′ |
| Scharfzimbel IV–V | 1′                 |
| Vox humana (nach Gabler-Mensur) |                    |
| Tremulant |                    |

Seine Konzeption begründet er ausführlich:
Wer z. B. den Freiburger Dom (Münster) kennt, weiß, dass dieser einmal mehrere aneinandergehängte Orgeln bekam. Wenn diese alle miteinander klingen, entsteht ein derart unheimliches Dröhnen im Raum, dass man im Gehör 'überlistet' wird. Man sollte allen klanglichen Überlastungen vorbeugen. Beim Orgelbau sollte stets Bedacht darauf genommen werden, das Gewicht auf die Schönheit und den Adel des Klanges zu legen. Es wird heutzutage mitunter noch der Fehler begangen, dass man zu viel Geld in den 'technischen Apparat' steckt. Das ist ungesund. Ich meine deshalb für Kempten-St. Lorenz so: man versorge zuerst einmal die drei leerstehenden Gehäuse mit Klanglichem Leben: 1. Die Nord-Orgel (sie soll die 'klassische Orgel' werden); die Süd-Orgel (sie soll die ‚prinzipalische Orgel‘ werden) und 3. das immer noch leerstehende Rückpositivgehäuse der West-Orgel (es wird auch deren Klang 'herausreißen' und durch seine Stellung in der Mittelachse der Kirche das Chor-Oktogon leicht erreichen. Fazit: Süd-Orgel und Rückpositiv sind ausreichend für das Chor-Oktogon. Selbstverständlich kann man (wenn man übrig Geld hat) auch noch zusätzlich die Nord-Orgel an den elektrischen Apparat anhängen; diese jedoch nie auf Kosten der mechanischen Traktur von Nord- und Süd-Orgel.
Suppers Dispositionsentwurf für die Chororgeln kam ohne Änderung 1963 von der Firma Zeilhuber zur Ausführung. Der Ausbau der Nordorgel kostete 43.243 Mark, der Ausbau der Südorgel 27.869 Mark. Der Ausbau des Rückpositivs unterblieb, dafür wurden das Tutti der Hauptorgel auf dem I. Manual der Nordorgel spielbar gemacht und die Südorgel elektrisch an die Nordorgel angeschlossen, Kosten: 8.908 Mark. Nachträglich in Auftrag gegeben wurde für 16.945 Mark die elektrische Verbindung vom Hauptspieltisch zur Nord- und Südorgel, so dass die Hauptorgel beide Chororgeln und nicht nur die Südorgel bespielen konnte. Von der Nordorgel war ebenfalls die Südorgel bespielbar. Den seit 1941 an der Nordorgel befindlichen Spieltisch nahm Zeilhuber zurück. Ein von Supper befürchtetes „Dröhnen“ wurde vermieden: Die Chororgeln erhielten sehr schlanke Mensuren und eine vornehme und „silbrige“, sehr zurückhaltende Intonation.
Evangelienorgel – Nordorgel
| I Manual C–g3                                                 |
| Von hier war die Epistelorgel/Südorgel elektrisch bespielbar. |

| II Manual C–g3 |    |
| Principal      | 8′ |
| Spitzflöte     | 8′ |
| Oktave         | 4′ |
| Bleigedeckt    | 4′ |
| Waldflöte      | 2′ |
| Mixtur IV–V    | 2′ |

| III Manual C–g3 |        |
| Holzgedackt     | 8′     |
| Metallflöte     | 4′     |
| Kleinprinzipal  | 2′     |
| Terz            | 1 3⁄5′ |
| Gemsquinte      | 1 ⁄3′  |
| Zimbel III      | 1⁄2′   |
| Musette         | 8′     |
| Tremulant       |        |

| Pedal C–f1 |       |
| Subbass    | 16′   |
| Pommer     | 8′    |
| Rohrpfeife | 4′    |
| Zink III   | 2 ⁄3′ |

- Koppeln: II/I, III/I, III/II, I/P, II/P, III/P
- Spielhilfen: 1 freie Kombination, Drücker für Freie Kombination, Auslöser, Hauptorgel an/ab, Südorgel an/ab
- Schleifladen, mechanische Spiel- und elektrische Registertraktur

Epistelorgel – Südorgel
| Manual C–g3 |       |
| Principal   | 8′    |
| Oktave      | 4′    |
| Quinte      | 2 ⁄3′ |
| Superoktav  | 2′    |
| Kleinquinte | 1 ⁄3′ |
| Kleinoktav  | 1′    |
| Quintlein   | 2⁄3′  |
| Oktävlein   | 1⁄2′  |

| Pedal C–f1 |     |
| Offenbass  | 16′ |
| Oktave     | 8′  |

- Koppel: I/P
- Schleifladen, mechanische Spiel- und elektrische Registertraktur

### Umbau der Chororgeln durch Gegenbauer 1997
Nach einer Konzeption von Chordirektor Hans Gurski unternahm Orgelbaumeister Martin Gegenbauer 1997 eine klangliche und technische Neuorganisation der Chororgeln. Er korrigierte durch Rückung der Pfeifen die Mensuren um einige Halbtöne in die Weite, gab die Teilung von „klassischer Orgel“ und „Prinzipalwerk“ auf und vereinte die auf zwei Gehäuse verteilten Werke zu einem einzigen, dreimanualigen Chororgel-Konzept. Die Hauptorgel wurde durch vier an der Hauptorgel fest einstellbare Kombinationen (A, B, C, D) spielbar gemacht. 
| I Hauptwerk C–g3 |       |
| (Südorgel)       |       |
| Großgedackt      | 16′   |
| Prinzipal        | 8′    |
| Bourdon          | 8′    |
| Oktav            | 4′    |
| Spitzflöte       | 4′    |
| Quinte           | 2 ⁄3′ |
| Superoktav       | 2′    |
| Mixtur           | 2′    |
| Kornett          | 8′    |
| Trompete         | 8′    |

| II Oberwerk C–g3 |       |
| (Nordorgel)      |       |
| Prinzipal        | 8′    |
| Gedackt          | 8′    |
| Oktav            | 4′    |
| Rohrflöte        | 4′    |
| Waldflöte        | 2′    |
| Quinte           | 1 ⁄3′ |
| Mixtur           | 1 ⁄3′ |

| III Kronwerk C–g3 |        |
| (Nordorgel)       |        |
| Gedackt           | 8′     |
| Flöte             | 4′     |
| Quinte            | 2 ⁄3′  |
| Prinzipal         | 2′     |
| Terz              | 1 3⁄5′ |
| Cimbel            | 1 ⁄2′  |
| Musette           | 8′     |
| Tremulant         |        |

| Pedalwerke C–f1      |     |
| (Südorgel)           |     |
| Prinzipalbass        | 16′ |
| Großgedackt (aus HW) | 16′ |
| Oktav                | 8′  |
|                      |     |
| (Nordorgel)          |     |
| Subbass              | 16′ |
| Pommer               | 8′  |
| Choralbass           | 4′  |
| Bombard              | 16′ |
| Trompete             | 8′  |

- Koppeln: II/I, III/I, III/II, I/P, II/P, III/P
- Spielhilfen: 1 freie Kombination, Drücker für Freie Kombination, Auslöser, Hauptorgel an/ab, Südorgel an/ab, Feste Kombinationen A, B, C, D für Hauptorgel
- Schleifladen, mechanische Spiel- und elektrische Registertraktur

## Heutige Orgelanlage

### Hauptorgel
Technische Mängel und der als teilweise unausgewogen empfundene Klangcharakter führten zu einer durchgreifenden technischen und klanglichen Neuorganisation mit einer klanglichen Ausrichtung in Richtung der ursprünglichen Walcker-Orgel. Die Arbeiten führt Orgelbau Lenter 2019 bis 2020 aus. Dabei wurden zahlreiche Zeilhuber-Register ganz oder teilweise übernommen, so etwa die Zungenregister des III. Manuals. Der Zentralspieltisch wurde im Gehäuse von Zeilhuber belassen, die Innenausstattung in zeittypischem Stil der 1940er-Jahre auf neuester Technik erneuert.
| I Hauptwerk C–a3 |                |       |     |
| 1.               | Principal      | 16′   | W/Z |
| 2.               | Principal      | 8′    | W/Z |
| 3.               | Flöte          | 8′    | W   |
| 4.               | Gedekt         | 8′    | W   |
| 5.               | Viola di Gamba | 8′    | W/Z |
| 6.               | Dolce          | 8′    | W   |
| 7.               | Octav          | 4′    | W   |
| 8.               | Rohrflöte      | 4′    | W   |
| 9.               | Gemshorn       | 4′    | R   |
| 10.              | Quinte         | 2 ⁄3′ | W   |
| 11.              | Octav          | 2′    | W   |
| 12.              | Mixtur V       | 2′    | W/R |
| 13.              | Scharff III    | 1′    | W/R |
| 14.              | Trompete       | 16′   | L   |
| 15.              | Trompete       | 8′    | L   |

| II Positiv C–a3 |               |        |     |
| 16.             | Bourdon       | 16′    | W   |
| 17.             | Principal     | 8′     | W/Z |
| 18.             | Concertflöte  | 8′     | L   |
| 19.             | Liebl. Gedekt | 8′     | W   |
| 20.             | Gemshorn      | 8′     | Z/N |
| 21.             | Quintatön     | 8′     | Z   |
| 22.             | Salicional    | 8′     | W   |
| 23.             | Aeoline       | 8′     | R   |
| 24.             | Fugara        | 4′     | Z/L |
| 25.             | Traversflöte  | 4′     | W   |
| 26.             | Klein Gedekt  | 4′     | R   |
| 27.             | Spitzfloete   | 4′     | W   |
| 28.             | Nasard        | 2 ⁄3′  | W   |
| 29.             | Flautino      | 2′     | W   |
| 30.             | Terz          | 1 3⁄5′ | Z   |
| 31.             | Cornett IV–V  | 8′     | W/R |
| 32.             | Mixtur III    | 2′     | Z   |
| 33.             | Clarinette    | 8′     | R   |
|                 | Tremulant     |        |     |

| III Schwellwerk C–a3 |                  |        |   |
| 34.                  | Nachthorn        | 16′    | Z |
| 35.                  | Geigenprincipal  | 8′     | Z |
| 36.                  | Große Flöte      | 8′     | L |
| 37.                  | Spitzflöte       | 8′     | Z |
| 38.                  | Bourdon          | 8′     | L |
| 39.                  | Violine          | 8′     | L |
| 40.                  | Vox coelestis    | 8′     | Z |
| 41.                  | Principal        | 4′     | Z |
| 42.                  | Bachflöte        | 4′     | Z |
| 43.                  | Quinte           | 2 ⁄3′  | L |
| 44.                  | Flachflöte       | 2′     | Z |
| 45.                  | Terz             | 1 3⁄5′ | Z |
| 46.                  | Septime          | 1 ⁄7′  | Z |
| 47.                  | Sifflöte         | 1′     | L |
| 48.                  | Progressio II–IV | 2 ⁄3′  | L |
| 49.                  | Fagott           | 16′    | Z |
| 50.                  | Horn             | 8′     | Z |
| 51.                  | Oboe             | 8′     | Z |
| 52.                  | Vox humana       | 8′     | L |
| 53.                  | Clarine          | 4′     | Z |
|                      | Tremulant        |        |   |

| Pedal C–f1 |                       |         |     |
|            | Untersatz (vakant)    | 32′     |     |
| 54.        | Principalbass         | 16′     | W   |
| 55.        | Violonbass            | 16′     | W   |
| 56.        | Subbass               | 16′     | W   |
|            | Zartbass (aus 16.)    | 16′     | W   |
| 57.        | Quintbass             | 10 2⁄3′ | W   |
| 58.        | Octavbass             | 8′      | Z   |
| 59.        | Violoncell            | 8′      | W   |
|            | Gedecktbass (aus 19.) | 8′      | W   |
| 60.        | Floetenbass           | 4′      | W   |
| 61.        | Prinzipal             | 2′      | Z   |
| 62.        | Mixtur VI             | 5 1⁄3′  | W/Z |
| 63.        | Posaunenbass          | 16′     | W/R |
| 64.        | Trompetenbass         | 8′      | Z   |

- Koppeln: II/I, III/I, III/II, I/P, II/P, III/P
  - Super III/I, Super III/II, Super III/III, III/P
  - Sub III/I, Sub III/II, Sub III/III
- Spielhilfen: Setzeranlage, Walze, Schwelltritt für III
- Elektropneumatische Spiel- und Registertraktur
- Winddrücke: Hauptwerk: 86 mm WS, Positiv: 86 mm WS, Schwellwerk: 100 mm WS, Pedal: 86 mm WS
- Pfeifenanzahl: 4505
- Stimmung: Ungleichstufig nach Saage, 440 Hz bei 18°

W = Walcker 1866
Z = Zeilhuber 1940
R = Rekonstruktion nach Walcker
L = Lenter 2020

### Chororgeln

#### Nordorgel – „Marienorgel“

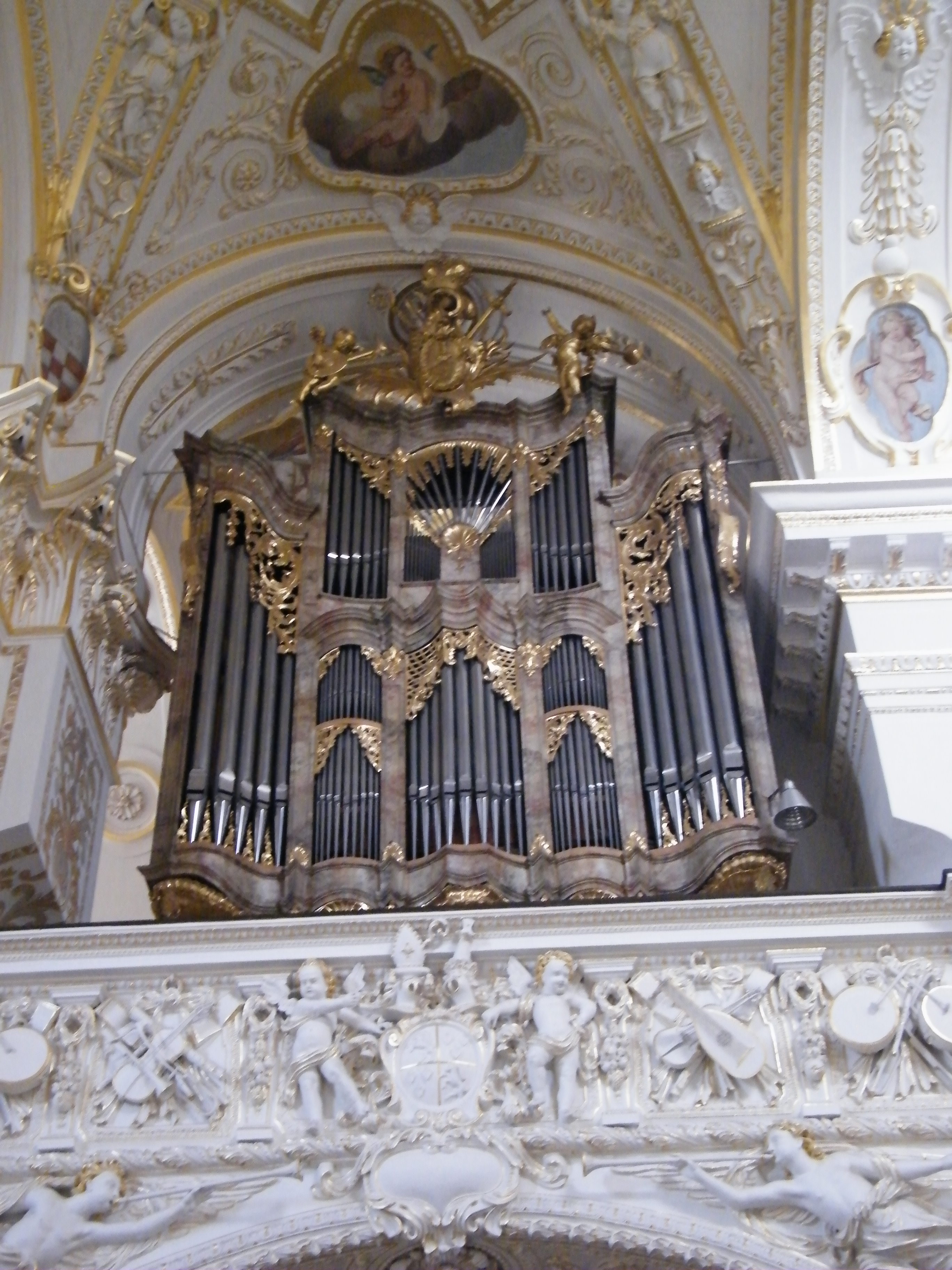
Chororgel Nord (Aufnahme 2016)

Die 2020/2021 von der Firma Lenter erbaute Nord- oder „Marienorgel“ lehnt sich an die aus der Barockzeit überlieferte Disposition an. Sie ist vom integrierten Spielschrank mechanisch, und zur Unterstützung des Gemeindegesanges von der Hauptorgel aus elektrisch, spielbar.
Im ursprünglich für eine einmanualige Orgel konzipierten Gehäuse ist das Werk nun in zwei Etagen angeordnet: In der Mitteletage das Hauptwerk, im oberen Geschoss das Positiv. Die großen Pedalpfeifen befinden sich in einem Anbau auf der Rückseite. Die Windanlage hat im Orgelsockel Platz gefunden.
Die klangliche Ausrichtung wurde in Mensurpraxis und Pfeifenbau an Johann Nepomuk Holzhey angelehnt.
| I Hauptwerk C–g3 |             |       |
| 1.               | Principal   | 8′    |
| 2.               | Gamba       | 8′    |
| 3.               | Flöt        | 8′    |
| 4.               | Octav       | 4′    |
| 5.               | Rohrflöt    | 4′    |
| 6.               | Octav       | 2′    |
| 7.               | Mixtur IV–V | 1 ⁄3′ |

| II Positiv C–g3 |                |        |
| 8.              | Gedackt        | 8′     |
| 9.              | Flauto travers | 8′     |
| 10.             | Prinzipal      | 4′     |
| 11.             | Spitzflöt      | 4′     |
| 12.             | Nasard         | 2 ⁄3′  |
| 13.             | Flageolett     | 2′     |
| 14.             | Terz           | 1 3⁄5′ |
| 15.             | Cromorne       | 8′     |
|                 | Tremulant      |        |

| Pedal C–f1 |             |     |
| 16.        | Subbass     | 16′ |
| 17.        | Octavbass   | 8′  |
| 18.        | Trompetbass | 8′  |

- Koppeln: II/I, I/P, III/P
- Winddruck: 62 mm WS
- Pfeifenanzahl: 1100
- Stimmung: Ungleichstufig nach Saage, 440 Hz bei 18°

#### Südorgel – „Laurentius-Orgel“

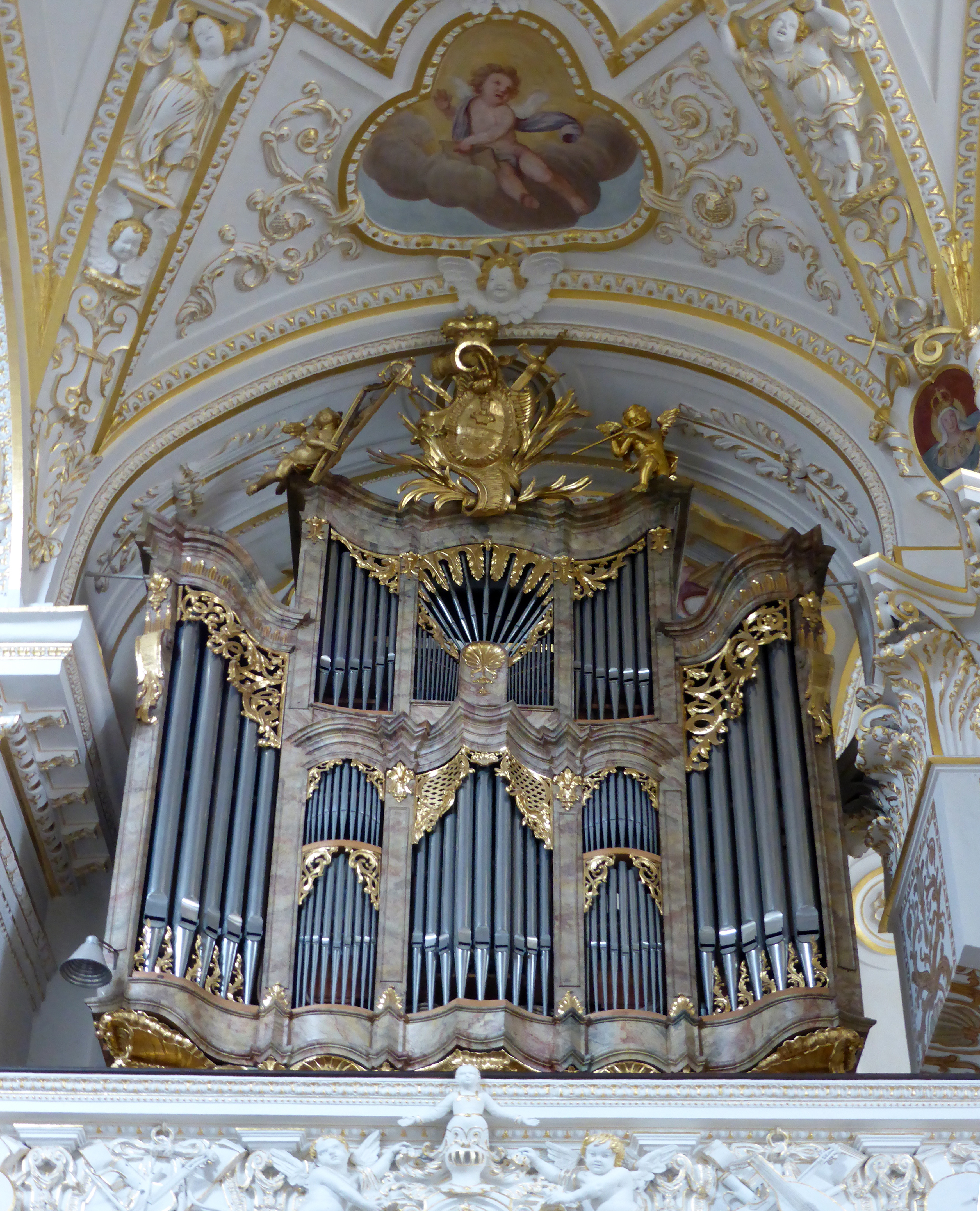
Chororgel Süd (Aufnahme 2016)

Die 2021 vollendete Süd- oder „Laurentius“-Orgel wurde von Rowan West erbaut. Sie ist nur von ihrer Spielkonsole aus spielbar und besitzt im Gegensatz zu den übrigen Instrumenten eine mitteltönige Stimmung, womit alle spielbaren Tonarten gleich rein wirken. Manual und Pedal verfügen über eine gebrochene kurze Oktave und Subsemitonien für es/ds und gs/as.
| Manualwerk CDEF–c3 |                 |    |
| 1.                 | Principal B/D   | 8′ |
| 2.                 | Secundprincipal | 8′ |
| 3.                 | Copel           | 8′ |
| 4.                 | Bifaria (ab f°) | 8′ |
| 5.                 | Octave B/D      | 4′ |
| 6.                 | Flaut           | 4′ |

| (Fortsetzung) |              |    |
| 7.            | Quint B/D    | 3′ |
| 8.            | Superoctave  | 2′ |
| 9.            | Mixtur IV–V  |    |
| 10.           | Hörnle II    |    |
| 11.           | Trompete B/D | 8′ |

| Pedal CDEF–a° |                     |     |
| 12.           | Subbass             | 16′ |
| 13.           | Octavbass           | 8′  |
|               | Trompete (= Nr. 11) | 8′  |

- Koppel: Manual an Pedal
- Winddruck: 62 mm WS
- Pfeifenanzahl: 826
- Stimmung: Prätorianische Mitteltönigkeit, 440 Hz bei 18°

### Orgel in der Krypta
In der Krypta befindet sich ein als op. 10 geführtes Instrument aus der Werkstatt von Klaus Grüble (Kerpen), das ehemals als Hausorgel für Harald Geerkens (siehe Kirchenmusiker an St. Lorenz) diente: 
| I. Manual C–g3 |           |    |
| 1.             | Gedackt   | 8′ |
| 2.             | Rohrflöte | 4′ |

| II. Manual C–g3 |           |    |
| 3.              | Bordun    | 8′ |
| 4.              | Prinzipal | 4′ |

| Pedal C–f1 |         |     |
| 5.         | Subbass | 16′ |
| 6.         | Bordun  | 8′  |
| 7.         | Flöte   | 4′  |

- Koppeln: II/I, I/P, III/P

### Truhenorgel
Des Weiteren besitzt die Basilika eine flexibel einsetzbare Truhenorgel von Peter Plum (Marbach/Neckar):
| Manual  |       |
| Gedeckt | 8′    |
| Flöte   | 4′    |
| Oktav   | 2′    |
| Quinte  | 1 ⁄3′ |

## Kirchenmusiker an St. Lorenz (Auswahl)
- Philipp Jakob Baudrexel, 1672–1677
- P. Thomas Eisenhuet, 1677–1702
- Franz Xaver Richter, 1740–1747
- Franz Xaver Lehrndorfer, 1924–1954
- Gerhard Weinberger, 1971–1974
- Hans Gurski, 1976–1998
- Harald Geerkens, 1999–2004
- Marius Schwemmer, 2004–2009
- Benedikt Bonelli, seit 2009